# John Ziegler
Pour les articles homonymes, voir Ziegler.
Temple de la renommée : 1987
John Augustus Ziegler Junior, né le 9 février 1934 à Grosse Pointe (Michigan) et mort le 24 octobre 2018 à Sewall's Point (Floride), est un dirigeant sportif américain.
Il a été le président de la Ligue nationale de hockey nord-américaine de 1977 à 1992.

## Biographie
John Ziegler prend ses fonctions de président de la LNH en 1977 à la suite de Clarence Campbell. Par le passé, il était membre des gouverneurs de la LNH et connaissait bien les rouages internes de la ligue. Il est à la base des négociations avec l'AMH pour inclure quatre des franchises dans la LNH en 1979 : les Oilers d'Edmonton, les Jets de Winnipeg, les Nordiques de Québec et les Whalers de Hartford. Il est un des premiers présidents à avoir réellement écouté et travaillé avec l'Association des joueurs de la LNH et a notamment permis d'étouffer dans l'œuf les menaces de grèves pesant sur la finale de la Coupe Stanley de 1992. Il met malgré tout fin à son mandat à la fin de cette saison et est remplacé par Gil Stein pour la saison 1992-1993 de la LNH.
Ziegler meurt le 24 octobre 2018 à l'âge de 84 ans, à Sewall's Point en Floride.